# Fatinitza
Fatinitza es una opereta en tres actos con música de Franz von Suppé y libreto en alemán de Camillo Walzel y Richard Genée. Se estrenó en el Carltheater de Viena el 5 de enero de 1876.
Eduard Rogati (Texto) y Bruno Uher (música) crearon en 1950 para el Gärtnerplatz-Theater de Múnich una nueva versión, con músicas de baile más modernas. Esta versión no ha perdurado en los escenarios. En los años más recientes, aunque no sea una opereta que se represente mucho, se ha tendido a respetar la versión original.
La opereta se ambienta en Turquía y Bulgaria en el curso de la Guerra ruso-turca de 1877–1878.

## Momentos destacados
- Wie schade, Silberglöckchen klingt so helle (Vals)
- Reich mir die Hand
- Ich bin verrückt nach dir (Dúo, marcha)